# 米哈伊尔·库图佐夫
米哈伊尔·伊拉里奥诺维奇·戈列尼谢夫-库图佐夫（羅馬化：Mikhail Illarionovich Golenishchev-Kutuzov；1745年9月16日—1813年4月28日），俄罗斯帝国陸軍元帅，出身于戈列尼谢夫-库图佐夫家族。他曾參與多次俄土战争，並於1805年的第三次反法同盟戰爭中擔任要職。1812年，他臨危受命接任俄軍總司令一職，在博羅季諾戰役與法軍交戰後，於後者因補給問題撤退時多次進攻，終迫使法軍撤出俄國國境，贏得俄法战争。

## 生平
- 1745年出生於聖彼得堡一個中級貴族家庭，他的父親是一位專門研究堡壘建築的軍事工程師，官拜中將。他小時候對主日學的課程極為厭倦。他精通法语、英语、德语、瑞典语和土耳其语。
- 1759年，米哈伊尔·库图佐夫以优异的成绩从贵族炮兵学校毕业，并留在那里担任数学老师。
- 1761年晋升准尉并任阿斯特拉罕步兵团连长。
- 1762年晋升大尉。
- 1768～1774年和1787～1791年俄土战争期间，先后在鲁缅采夫和亚历山大·苏沃洛夫麾下任队列军官和参谋，作战勇敢，指挥有方，因战功晋升为少校。
- 1774年在阿卢什塔以北舒马村(今库图佐夫卡)的克里米亚鞑靼人的战斗中负伤，库图佐夫的太阳穴被一颗子弹射穿太阳穴而受伤。他失去右眼，得名“独眼将军”，并被授予四级圣乔治勋章。出国治疗期间，考察普鲁士、英国、荷兰等国军事。
- 1776年在苏沃洛夫的克里木第2团任职，1777年晋升为上校，任卢甘斯克长枪团团长，后任马里乌波尔轻骑兵团团长。
- 1782年晋升准将。
- 1784年晋升少将。
- 1785年任他组建的布格猎骑兵军军长。
- 1790年12月指挥第6纵队强攻并占领伊兹梅尔，是最先攻入要塞的人之一。因战功卓著，晋升为中将。
- 1791年，库图佐夫在摩尔达维亚战胜了土耳其人，并很快击败了塔德乌什·科修什科的波兰叛军。在保罗一世的领导下，米哈伊尔·伊拉里奥诺维奇晋升为步兵将军。
- 1792年起先后任驻土耳其大使、陆军贵族武备学校校长(1794年)、驻芬兰俄军司令(1795年)、立陶宛督军(1799—1801）和圣彼得堡督军(1801—1802)。
- 1798年晋升为步兵上将。
- 1802年失宠，被免去军职，在自己的庄园闲居。
- 1805年俄、奥、英等国结成第三次反法联盟后，率俄军主力前往奥地利，迎击拿破仑一世统率的法军。鉴于奥军在乌尔姆战役惨败，指挥俄军主力后撤400余公里，从而保存了实力。奥斯特利茨战役中，俄奧聯軍再次遭惨败。
- 1806年9月库图佐夫任基辅督军。
- 1809年6月调任立陶宛督军。
- 1806～1812年第七次俄土战争中，于1811年出任摩尔达维亚俄军总司令，采取退避三舍、相机反击战法，在同年8月鲁什丘克战役中以少胜多击败土军主力，迫使土耳其签订《布加勒斯特条约》。
- 由于亚历山大一世对库图佐夫怀有恶感，他在军队的领导职务被再次撤销。
- 1812年俄法战争中，8月20日，在俄军失利情况下出任总司令，9月7日在博罗季诺战役被重创法军擊敗後繼續後撤，直至放弃莫斯科。后又指挥俄军从北、东、南三个方向进攻法军，于别列津纳河畔鲍里索夫地区逼退拿破崙。
- 1812年12月12日因功被封为斯摩棱斯克公爵并荣获最高战功勋章——一级乔治勋章。
- 1813年4月病逝于西里西亚小城本茨劳（今波兰博莱斯瓦维茨），他的遗体作防腐处理后运回圣彼得堡，葬于喀山大教堂。

## 评价
同时代人对库图佐夫的品质评价：克制、谨慎、保守、善于奉承。他因狡猾而闻名，拿破仑称他为“北方的老狐狸”。